# Haslang

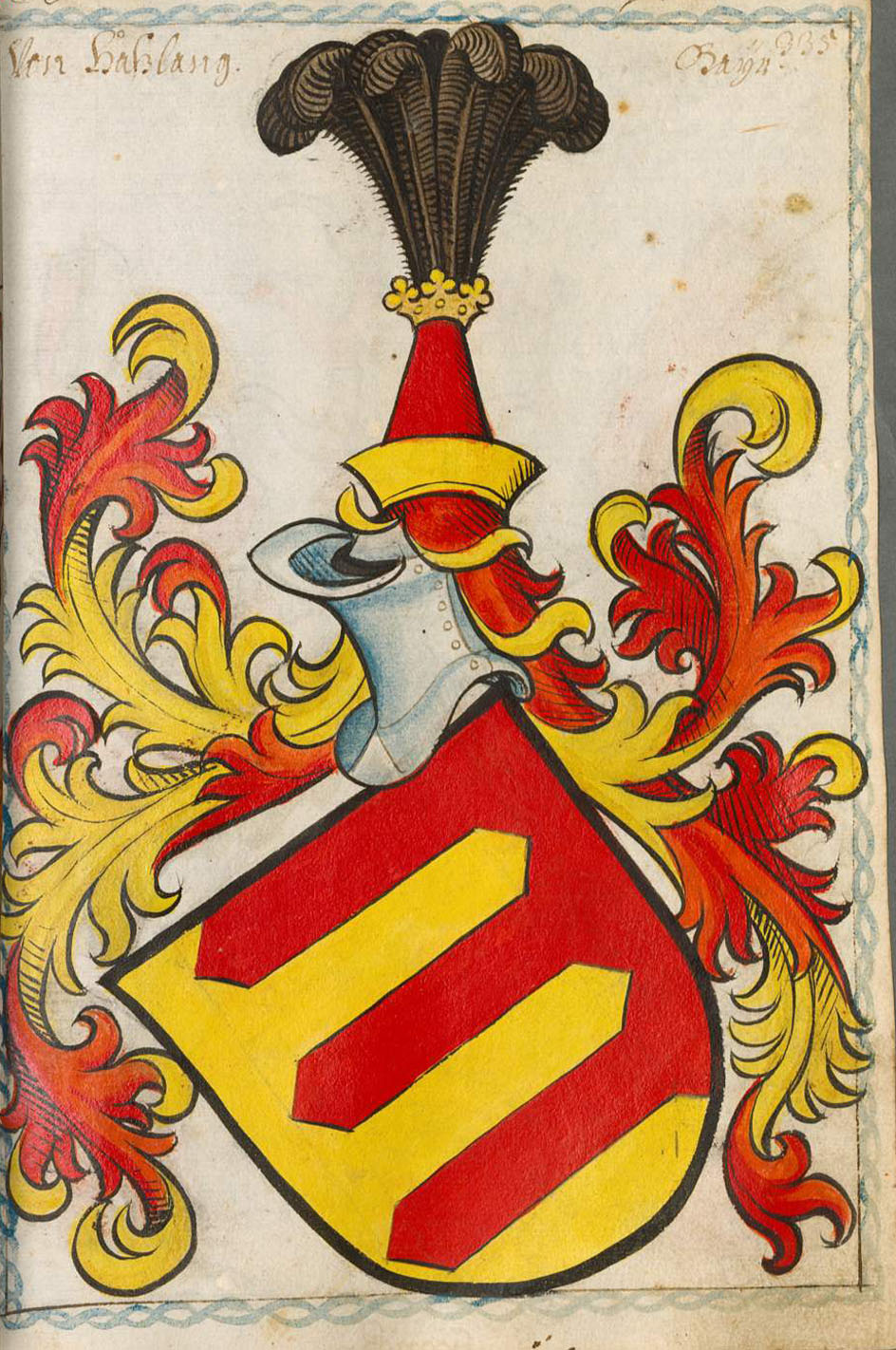
Wappen des Geschlechts von Haslang

Die Grafen von Haslang auf Hohenkammer und Haslangkreit gehörten dem bayerischen Uradel an. Das Geschlecht brachte zahlreiche bedeutende Offiziere und Beamte im Dienst der bayerischen Landesherrn hervor.

## Geschichte

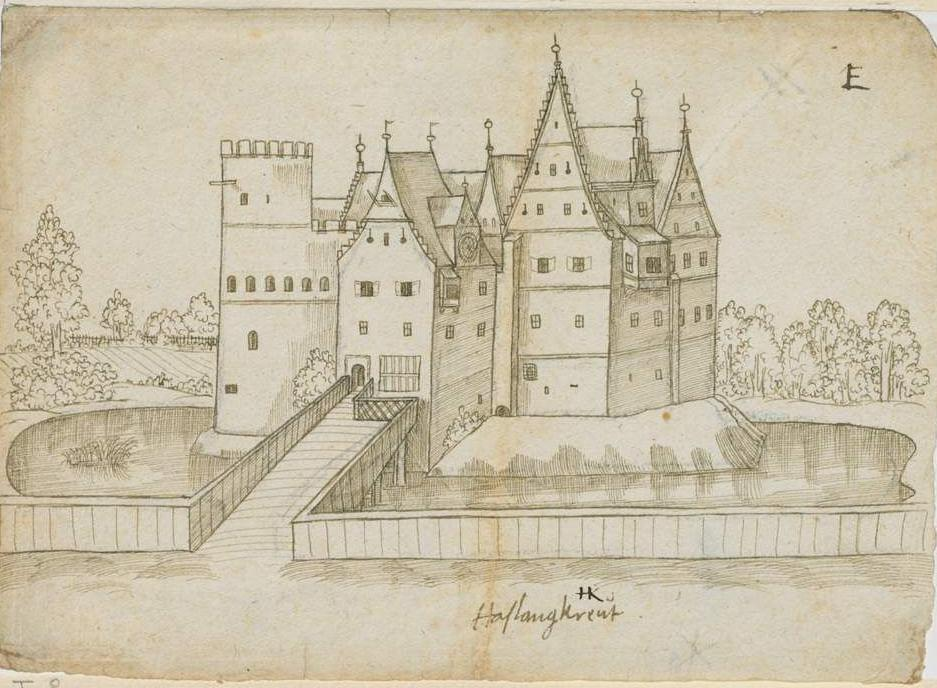
Schloss Haslangkreit im 16. Jhdt.

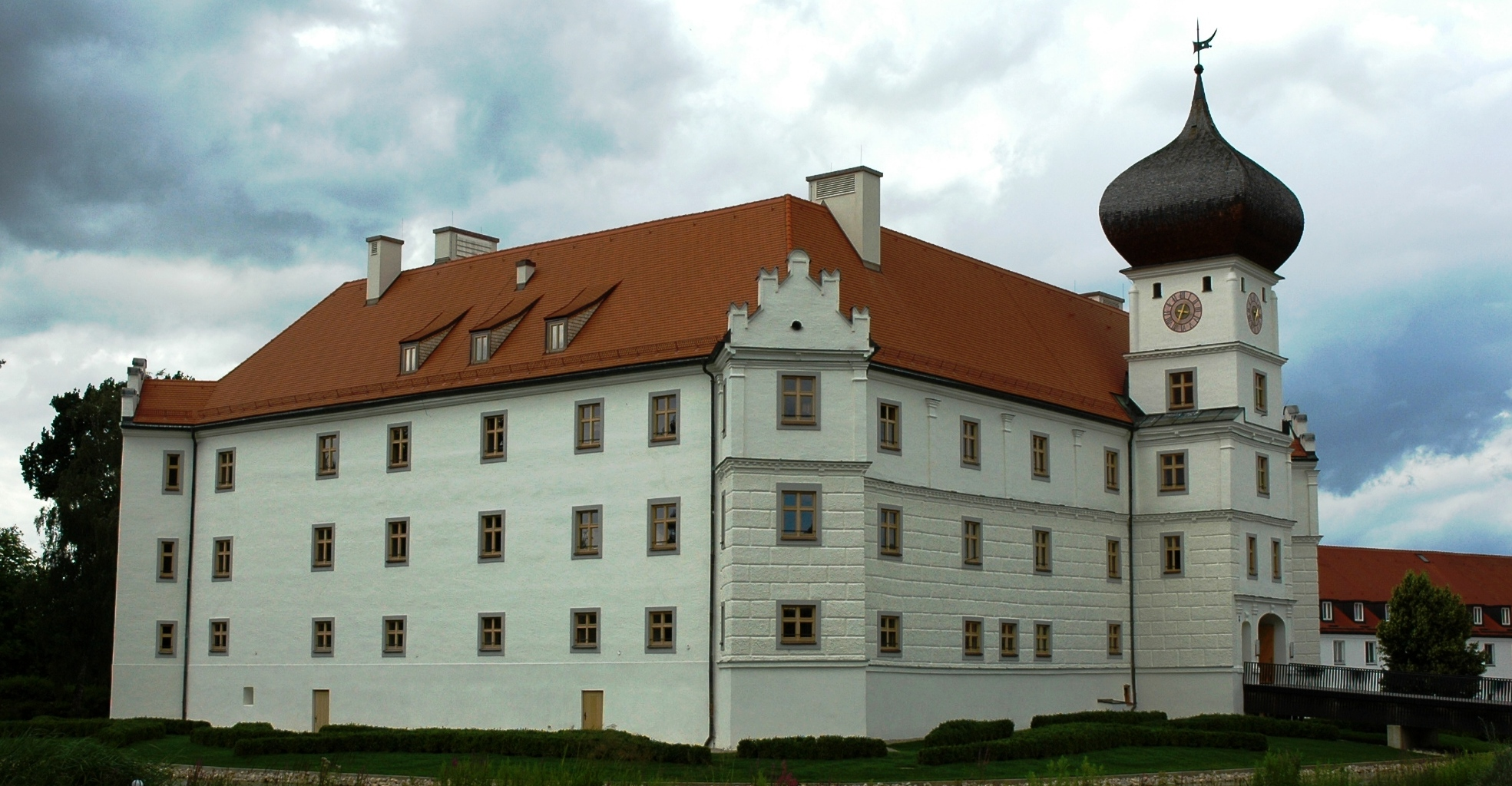
Schloss Hohenkammer 2006

Georg Christoph Freiherr von Haslang (1602–1684)

Wiguleus Hund gedachte eines Hanns und Wolf von Haslang, beide auf dem 10. Turnier zu Zürich 1165. Bereits vor 1327 scheint Rudolf von Haslang († 1327), der damalige herzogliche Vitztum (Vicedom) zuerst Herzog Rudolfs, sodann Herzog Ludwigs in Oberbayern, zu Kreit gesessen sein. Er stiftete die Haslangerkapelle bei den Barfüßern zu München und wurde dort mit seiner Gattin Adelheid de Küllental († 1337) begraben. Eine weitere urkundliche Erwähnung der Familie stammt von 1350. Hierin werden als Besitzer des Kirchdorfes Haslrangkreit Hannbrani (Haimeran) de Haslang, domini de Gereutt, Richter zu Aichach (1348) sowie sein Bruder Hildprant erwähnt.
Jorg von Haslang zu Haslangkreit († 1565 in Ingolstadt) war 1544 Pfleger zu Neustadt an der Donau, seine Frau war Barbara eine geborene von Rechberg. Sie hatten drei Söhne, Heinrich, Rudolf, und Heimeronn. Er war ein erfahrener und redegewandter Mann, wurde auch deshalb fürstlicher Rat und Statthalter zu Ingolstadt. Seinem Vetter kaufte er Haslangkreit ab und danach, im Jahr 1550, das Schloss und die Hofmark Hohenkammer.
Sein Sohn Heinrich (II.) von Haslang († 1. Juli 1607) studierte Jura in Orléans (1583), Bourges (1585) und Siena (1588), gehörte seit 1590 der Ritterbank des bayerischen Hofrates an, war Hofrat und Pfleger zu Vilshofen, ab 1601 Hofpräsident. Er vermählte sich mit Barbara von Closen.
Im 17. Jahrhundert gehörte die Hofmark Giebing als kurfürstliches Lehen den Söhnen des Heinrich: Kurfürst Maximilian I. erteilte am 11. Dezember 1638 zu München an Georg Christoph Freiherr von Haslang (1602–1684) für seinen Anteil an dem Sitz Giebing nach seines Bruders Franziskus von Haslang zu Hohenkammer Tod einen Lehenbrief. Der Herrscher erteilte ihm und seinen Nachfahren 1618 das Erblandhofmeisteramt, ernannte ihn 1621 zum kurbayerischen Truchsess und Hofrat und erhob ihn 1622 in den kurbayerischen Freiherrenstand, sodann erfolgte 1635 die Ernennung zum Kämmerer. Der Freiherr stieg 1643 zum Hofmarschall (Erbhofmeister) auf, amtierte 1639–1662 als Pfleger zu Pfaffenhofen. Weil er sich  als kurbayerischer Gesandter beim Regensburger Reichstag 1641–1642 sowie in Wien 1642 und 1644 bewährt hatte, wurde er 1645 Geheimer Rat und zum bayerischen Prinzipalgesandten in Münster ernannt. Bei seiner Rückkehr fand der Gesandte seine Hofmark Hohenkammer durch den feindlichen Einfall von 1646 erneut schwer geschädigt vor. Nachdem der Kurfürst verstorben war, erhielt besagter Georg Christoph von Haslang Anno 1652 auch vom Kurfürsten Ferdinand Maria einen Lehenbrief, namentlich über den Sitz-Burg-Stall und die Taferne zu Giebing. Durch den Erwerb der Hofmark Deutenhofen bayerischer Landstand, erhielt er schließlich am 11. April 1653 das Reichsfreiherrndiplom.  Der Freiherr stieg noch zum Oberstkämmerer und 1662 zum Geheimen Ratsdirektor auf und war 1662–1679 Pfleger zu Friedberg. Georg Christoph vermählte sich in erster Ehe mit Anna Katharina, Tochter des Wolf Dietrich von Dalberg und Witwe des Johann Dietrich Echter von Mespelbrunn, in zweiter Ehe in Köln am 11. Februar 1635 (Ehevertrag) mit Maria Catharina (1611–1679), Schwester des Fürstbischofs von Münster und Paderborn Ferdinand II. von Fürstenfeld zu Herdringen. Der ersten Ehe entspringen drei Kinder, der zweiten fünf Söhne und eine Tochter.
Außer Georg Christoph stellten die Haslangs zu Haslangkreit und zu Hohenkammer während des Dreißigjährigen Krieges ab 1635 mindestens vier Regimentsinhaber bzw. Generäle und Kommandeure: Alexander, Johann Heinrich, besagten Georg Christoph und Georg Rudolf und dienten so der bayerische Kriegsfinanzierung.
Georg Christophs Enkel Maximilian Friedrich und Ferdinand Johann Joseph wurden 1739 in den Grafenstand erhoben, ohne jedoch von dem Titel Gebrauch zu machen. Erst nach der Erneuerung des Grafendiplom durch Kurfürst Maximilian III. Joseph am 10. September 1745 wurde nun der Grafentitel geführt.

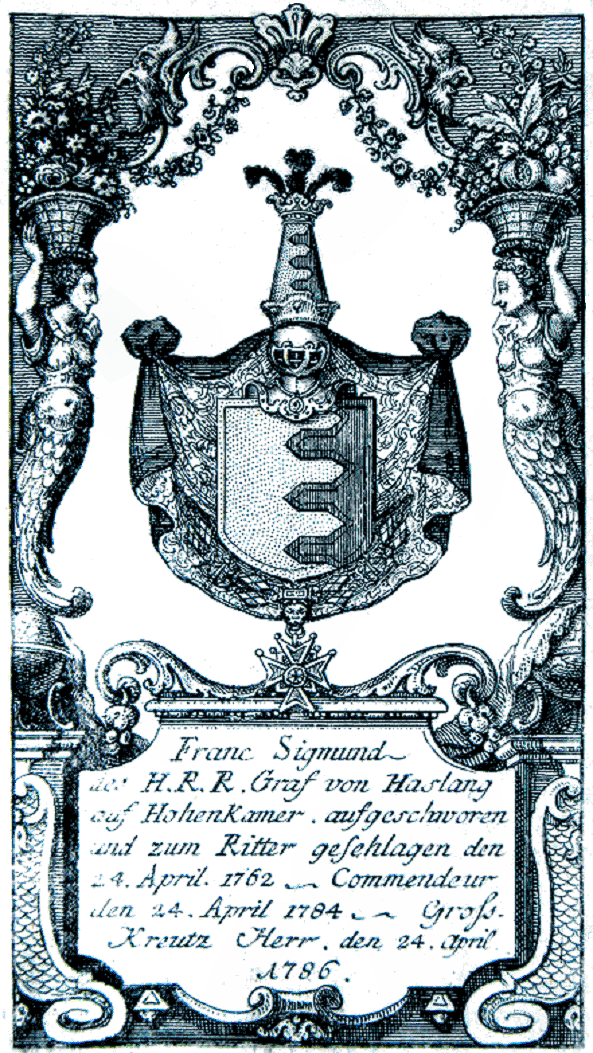
Wappen des Grafen Franz Sigmund von Haslang mit Großkreuz des St. Georgsordens

Franz Xaver Graf von Haslang besaß 1772 Giebing, zwischenzeitlich ein Patrimonialgericht II. Klasse und Pfarrdorf im Landgericht Dachau, Großhausen, Haslangkreit  und Hohenkammer, sein Bruder Franz Sigmund, Kämmerer und Hofrat, Asbach, Leuthen und Pürath, Rospach, Schacha, Tüßling, Ursprung und Waasen.
Mit dem Tod des Grafen Franz Xaver am 5. Januar 1804, gewesener bayerischer Kämmerer, Hofrat und Ritter des St. Georgsordens, erlosch die Familie im Mannesstamm.

## Persönlichkeiten
- Ritter Hanns von Haslang zu Moosen, um 1485 Besitzer des Turmes Rutzenlachen bei Bad Reichenhall
- Jörg Christoph Freiherr von Haslang, ab 1611 Gemahl von Maria Katharina, der Tochter vom Landdrosten Friedrich von Fürstenberg-Herdringen
- Alexander Freiherr von Haslang zu Haslangsreut, Grosshausen und Reid († 1620), Feldherr und Hexenjäger
- Georg Christoph Freiherr von Haslang, Jesuit und Hofmeister am bayerischen Hof, Erzieher von Herzog und Erzbischof Maximilian Heinrich von Bayern und kurfürstlicher Gesandter, kaufte 1655 den Riedhof bei Hohenkammer[13]
- Caspar von Haslang zu Moosen, Besitzer der Hofmark Moosen
- Hieronymus und Kasimir von Haslang, Kapuzinerpatres, erbauten ab 1644 das Kapuzinerkloster Ochsenfurt
- 2. Freiherr Rudolf Georg von Haßlang († nach 1676), Gemahl von Marie, der Tochter von Johann von Hohenzollern-Sigmaringen
- Maria Benonia von Haslang, spätere Gräfin von Hörwarth, von 1732 bis 1751 Besitzerin von Schloss Blutenburg
- Franz Sigmund Graf von Haslach zu Hohenkammer war kurfürstlich bayerischer Kämmerer und Wirklicher Hofrat, seit 1786 Träger des Großkreuzes des St. Georgsordens.
- Georg Christoph von Haslang (1602–1684), Gesandter des Kurfürsten Maximilian I. von Bayern beim Westfälischen Friedenskongress in Münster und Osnabrück

## Wappen
1745: Ein mit drei Pfählen abwärts, im sogenannten Eisenhutschnitt (Cymbelschnitt) gespaltener Schild, links rot, rechts golden. Auf dem gekrönten Helm ein goldgestülpter, gekrönter, mit dem Eisenhutschnitt des Schildes versehener Hut, mit vier schwarzen Federbuschen. Die Decken sind rot-golden.
Im Georgi-Orden ist das Wappen 1786 mit etwas anderem Kleinod, in einem blau-silbernen Herzogmantel aufgeschworen.
Die Hasslang zu Hasslangkreit und Hohenkammer, deren Wappen bei den Standeserhöhungen stets unverändert blieb, waren Stamm- und Wappengenossen mit denen von Kemnat.

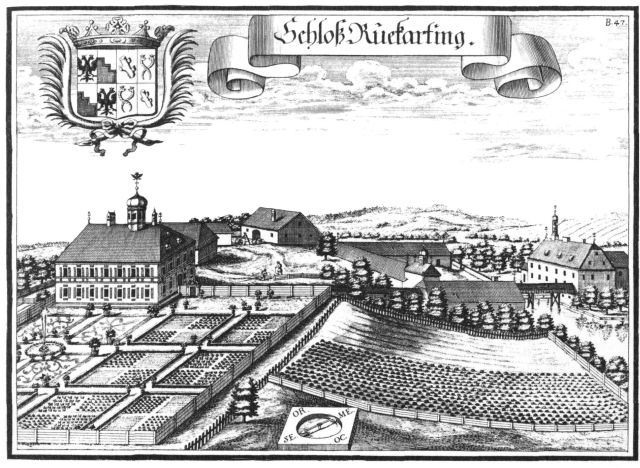
Schloss Riegerting 1721

## Besitztümer der Grafen von Haslang
- Schloss Blutenburg in Obermenzing im Westen Münchens, Bayern
- Burg Falkenstein im Markt Falkenstein, Landkreis Cham, Bayern
- Schloss Haslangkreit und Hofmark Haslangkreit im Markt Kühbach, Landkreis Aichach-Friedberg, Bayern
- Schloss Hohenkammer, Hofmark Hohenkammer und der Riedhof, Landkreis Freising, Bayern
- Hofmark Moosen in der Stadt Dorfen, Landkreis Erding, Bayern
- Schloss Riegerting und Hofmark Riegerting in der Gemeinde Mehrnbach, Bezirk Ried im Innkreis, Oberösterreich
- Schloss Tüßling und Hofmark Tüßling, Landkreis Altötting, Bayern

## Bildergalerie
Heutige Ortswappen ehemaliger Besitzungen derer von Haslang:

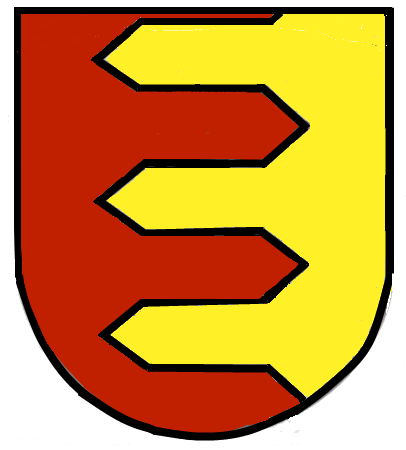
Wappen von Haslangkreit
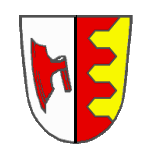
Wappen von Hohenkammer